# Колор ди Мелу, Фернанду
Ферна́нду Афо́нсу Ко́лор ди Ме́лу (встречается также написание Коллор ди Мелло, порт. Fernando Affonso Collor de Mello, [feʁˈnɐ̃dʊ aˈfõsʊ ˈkɔlɔʁ d(ʒ)i ˈmɛlʊ]; род. 12 августа 1949, Рио-де-Жанейро) — бразильский государственный и политический деятель, президент Бразилии в 1990—1992 годах. Подал в отставку после того, как парламент принял решение о его импичменте.

## До избрания президентом
Происходит из семьи политиков: его отец, Арнон Афонсу ди Фариас Мелу, был губернатором Алагоаса в 1951—1956 годах и сенатором (трижды избирался в 1962, 1970 и 1978 годах, в 1963 году случайно убил коллегу прямо в зале заседания, когда стрелял в своего политического противника), мать — дочерью Мануэла Афонсу ди Мелу, в 1930—1932 годах бывшего министром труда, промышленности и торговли в правительстве Варгаса.
В 1972 году получил диплом бакалавра по экономике Федерального университета Алагоаса. Работал стажером в Jornal do Brasil и биржевым маклером. Вернувшись в том же году домой в Масейо, возглавил газету Gazeta de Alagoas, а в 1973 году — подразделение связей с общественность семейной фирмы Arnon de Mello.
В 1973 году стал президентом футбольного клуба ССА, базировавшегося в штате Алагоас (клуб стал чемпионом штата в 1974 году), а затем занялся политикой. В 1979 году был избран мэром города Масейо (от партии Альянс национального возрождения), в 1982 году — депутатом регионального парламента, в 1986 году — губернатором штата Алагоас. На этом посту проявил себя как популист, заявив о намерении бороться с высокими зарплатами государственных чиновников. Кампания, показанная центральным телевидением, сделала его знаменитостью в масштабах всей страны, что необычно для губернатора такого маленького штата, как Алагоас.
В 1979 году вступил в правящую партию АРЕНА, в 1980—1985 годах был членом Демократической социальной партии, в 1985—1988 годах — партии Бразильское демократическое движение (ПБДД) президента Ж. Сарнея. В 1988 году вышел из ПБДД и вступил в Партию молодёжи, в 1989 году преобразованную в Партию национальной реконструкции (до 1992 года). В 2000—2006 годах — в Партии рабочего обновления, в 2007—2016 годах — в Бразильской рабочей партии, в 2016—2019 годах — вновь в Партии национальной реконструкции, с 2019 года — в Республиканской партии социального порядка.

## Президентство
На президентских выборах 1989 года, баллотируясь от Партии национальной реконструкции во втором круге победил Луиса Инасиу Лулу да Силву. Избиратели отдали за него 35 миллионов голосов. Фернанду Колор ди Мелу тем самым стал первым за 29 лет демократически избранным президентом Бразилии. Главной задачей на посту президента он провозгласил борьбу с инфляцией, достигавшей на тот момент около 80 % в месяц.
В первый же день в должности он объявил о введении в действие так называемого «плана Колора», по которому существенные средства с банковских счетов должны были быть переведены в правительственные фонды и выведены из свободного обращения; в то же время правительство планировало увеличить выпуск наличных денег в обращении. План был составлен министром финансов в правительстве Колора, Зелией Кардозу ди Мелу. Радикальные экономические реформы были встречены населением без энтузиазма, однако в течение нескольких месяцев привели к сокращению инфляции до 25 % в месяц. Во время своего президентского срока Колор также подписал договор, обеспечивший вступление Бразилии в Меркосур, организацию сотрудничества пяти южноамериканских государств.
Одновременно к 1991 году правительство Колора ди Мелу вошло в глубочайший политический кризис, связанный с обвинениями в коррупции, и не смогло дальше эффективно проводить радикальные экономические реформы. В мае 1991 года брат президента, Педру Колор, обвинил его в том, что при проведении реформ правительство оказывало предпочтения определённым группам. Конгресс и Федеральная полиция начали расследование. Через несколько месяцев президент выступил по центральному телевидению с призывом к населению выйти на улицы в знак протеста против «сил, пытающихся организовать переворот». 11 августа 1992 года прошла крупная студенческая акция против Колора.
26 августа 1992 года был опубликован доклад конгресса, подтвердивший обвинения. 29 сентября нижняя палата конгресса начала процедуру импичмента. При голосовании 441 голосами «за» и 38 «против» был лишён своего поста. 29 декабря 1992 года, непосредственно перед голосованием в Сенате, он подал в отставку. Тем не менее, голосование было проведено, Колор лишён своего поста и права в течение восьми лет заниматься политикой. Пост президента занял вице-президент Итамар Франку.
В 1994 году Верховный трибунал снял с него обвинения в коррупции, ссылаясь на техническую ошибку в решении, но оставил в силе запрет на занятие политической деятельностью.

## После президентского срока
В 2000 году выставил свою кандидатуру на пост мэра Сан-Паулу. Однако на момент подачи заявления в отношение него действовало решение суда, и его кандидатура была снята с выборов. В 2002 году он баллотировался на пост губернатора штата Алагоас, но проиграл выборы действующему губернатору, Роналду Лессе. В 2006 году, получив 44 % голосов избирателей и победив Лессу, Колор ди Мелу был избран в сенат от штата Алагоас.
На выборах губернатора штата Алагоас 3 октября 2010 года набрал 28,8 % голосов и, заняв третье место, не прошёл во второй тур.
В 2014 году был переизбран сенатором от штата Алагоас, получив 55,69 % голосов.
В 2023 году Федеральный верховный суд Бразилии обвинил Колора в коррупции и отмывании денег, а также обвинили в получении взяток в размере 30 миллионов реалов от Petrobras. Впоследствии Колор был приговорён к 8 годам и 10 месяцам тюрьмы.